# Adolf Fredrik Schletzer
Adolf Fredrik Schletzer, tidigare Schletzerus, född 19 december 1615 i Schwerin i Mecklenburg, död före 1661, var ett svensk krigsråd.

## Biografi
Adolf Fredrik Schletzer föddes 1615 i Schwerin i Mecklenburg. Han var son till livmedikusen Johan Schletzerus åt drottning Maria Eleonora och Lukretia Pruckman. Schletzer var hovråd hos kurfursten av Brandenburg och hans resident i svenska hovet. Han blev krigsråd åt Gustaf II Adolf i Preussen. Schletzer adlades 2 februari 1650 till Schletzer och introducerades 1654 i Sveriges Riddarhus som nummer 565. Han avled före 1661 och slöt sin ätt.

### Familj
Schletzer gifte sig 28 april 1646 i Stockholm med Elisabet Robertsson von Struan, dotter till arkiatern Jakob Robertsson och Margareta Blom. De fick tillsammans barnen Fredrik Vilhelm Schletzer (född 1649), Christina Schletzer (död 1704) som var gift med brukspatronen Markus Reenstierna och sidenfabrikören Valentin Toutin och Locretia Margareta Schletzer. Efter Schletzers död gifte Elisabet Robertsson om sig med överstelöjtnanten Johan Orcharton vid Östgöta infanteriregemente.